# إنريكو دوناتي
إنريكو دوناتي (بالإيطالية: Enrico Donati)‏ هو رسام إيطالي، ولد في 19 فبراير 1909 في بافيا في إيطاليا، وتوفي في 25 أبريل 2008 في مانهاتن في الولايات المتحدة.